# Maracás
Maracás is een gemeente in de Braziliaanse deelstaat Bahia. De gemeente telt 35.990 inwoners (schatting 2009).

## Aangrenzende gemeenten
De gemeente grenst aan Iramaia, Jequié, Lafaiete Coutinho, Lajedo do Tabocal, Manoel Vitorino, Marcionílio Souza en Planaltino.  